# Липовка (Воткінський район)
Ли́повка (рос. Липовка) — присілок у Воткінському районі Удмуртії, Росія.
Населення становить 23 особи (2010, 3 у 2002).
Національний склад (2002):
- росіяни — 100 %

Урбаноніми:
- вулиці — Верхня, Нижня